# 銭形平次捕物控

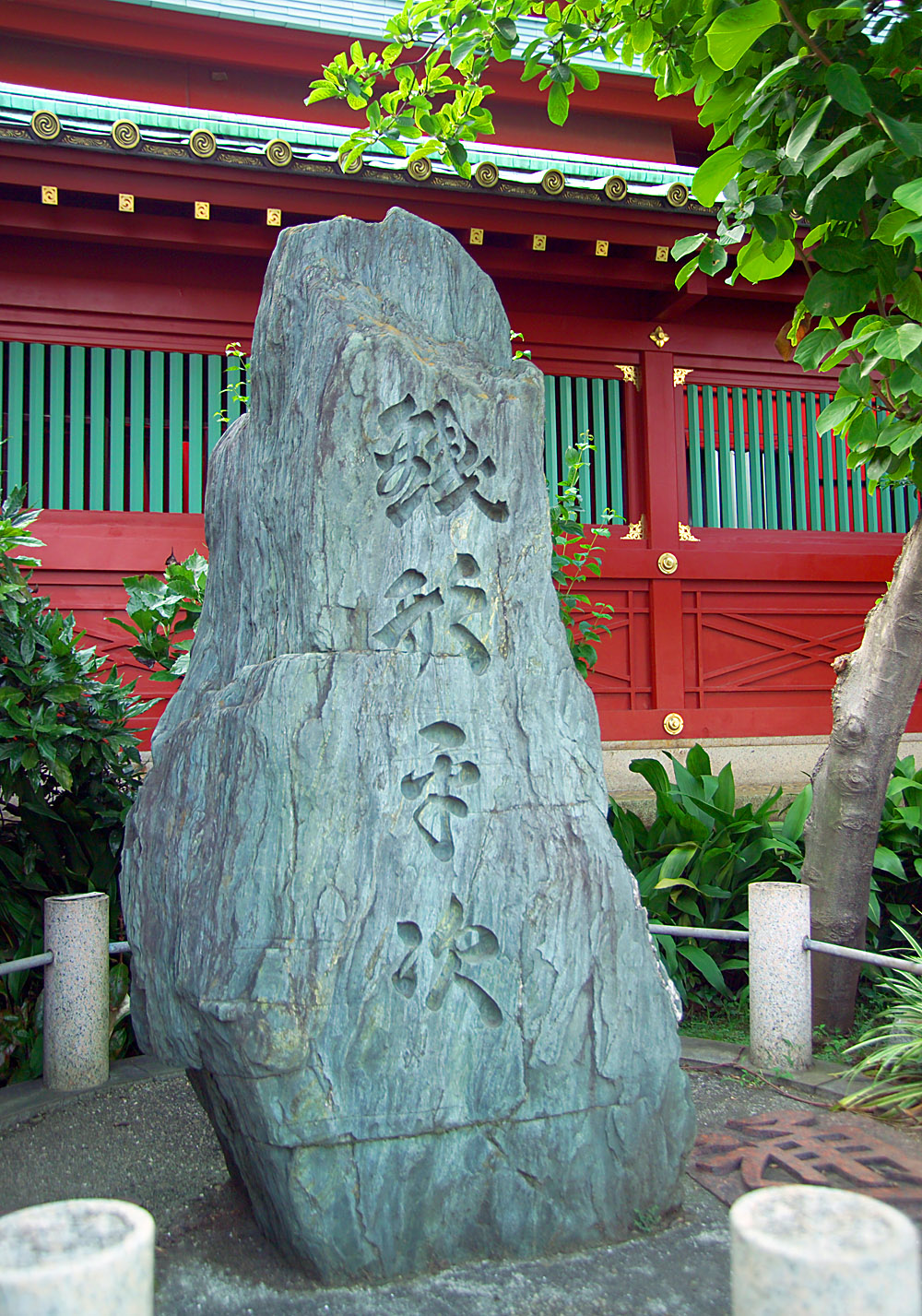
銭形平次の碑

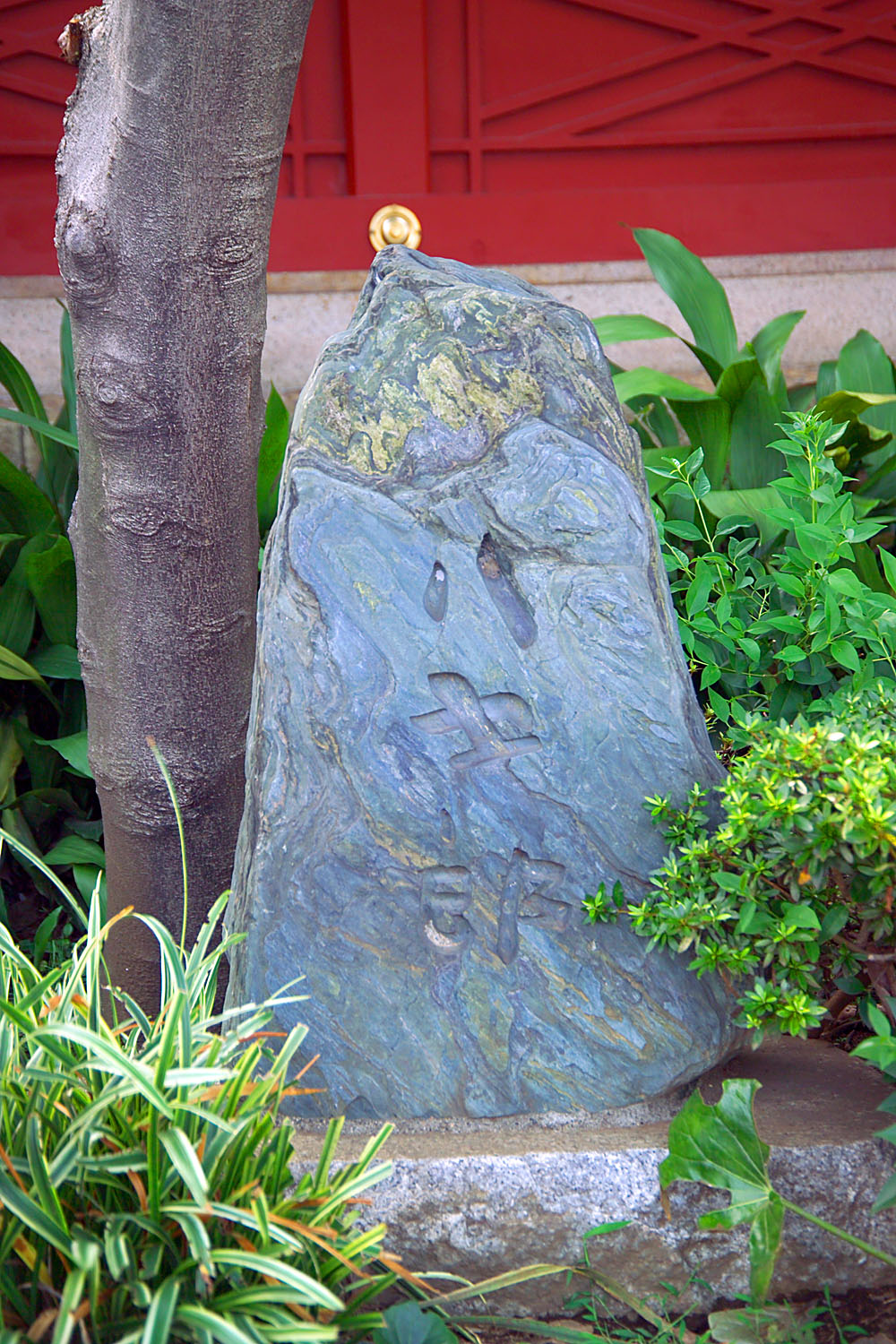
八五郎の碑。やはり神田明神境内にある

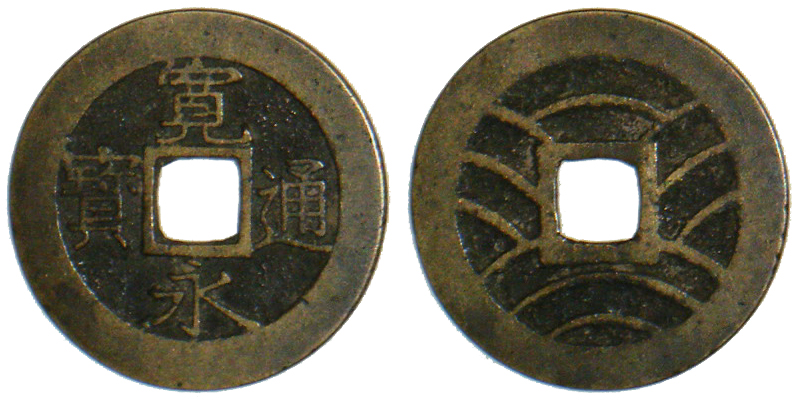
平次が劇中で投げたとされる寛永通寳真鍮當四文銭（十一波）

『銭形平次捕物控』（ぜにがたへいじ とりものひかえ）は、野村胡堂による小説、またこの小説を基にした映画、テレビ時代劇、舞台作品。翻案作品ではタイトルを単に『銭形平次』とするものもある。
神田明神下に住む御用聞きの親分の平次（通称 銭形平次）が、子分で下っ引の八五郎（通称ガラッ八－ガラッパチ）と共に卓越した推理力と寛永通宝による「投げ銭」（重さ3.5グラムで、小石を投げつけるのと同じ）を駆使し、事件を鮮やかに解決していく。物語は必ず、八五郎が「親分！大変、大変、大変っ！」と叫びながら平次の許へ事件発生を知らせに駆け込んで来て、「何だよ、八。また大変の大安売りでもあるのか」「そんな間抜けな大変じゃありませんよ！　もし○○が××（事件の概要）だったらどうします、親分は？」と謎かけ問答をしながら、平次を現場へ連れて行くシーンから始まる。岡本綺堂『半七捕物帳』と共に最も有名な捕物帳（犯罪事件を題材とした時代物の推理小説）であり、代表的な時代劇作品の一つでもある。縄田一男は更に佐々木味津三『右門捕物帖』、横溝正史『人形佐七捕物帳』、城昌幸『若さま侍捕物手帖』も加え“五大捕物帳の一つ”と評している。
作品の舞台が江戸時代のいつ頃かははっきりしない。原作の最初の頃は寛永期（1624年 - 1645年、江戸初期）を舞台にしていたが、第30話から文化文政期（1804年 - 1830年、江戸後期）に移っている。
平次は架空の人物であるが、小説の設定から神田明神境内に銭形平次の碑が建立されており、銭形平次の顔出し看板も設置されている。

## 小説（原作）
1931年、文藝春秋発行の「文藝春秋オール讀物号」創刊号に銭形平次を主人公にした「金色の処女」が掲載された。これが『銭形平次捕物控』の第1作目となり、以降第二次世界大戦を挟んで1957年までの26年間、長編・短編あわせて383編が発表された。
作者の野村胡堂は、文藝春秋から「岡本綺堂の半七捕物帳のようなものを」と依頼され、構想を練った。そのとき、たまたま建設現場で見かけた錢高組の看板と社章から「銭形」の名前と投げ銭を思いついたという。また、『水滸伝』に登場する没羽箭張清が投石を得意にしていたというエピソードも、投げ銭のヒントとなったという。
非常に人気がある作品のため何度も版を変え出版されているが、すべての作品が収録されたのは河出書房から出された「錢形平次捕物全集」（1956年 - 1958年）のみであり、後は不完全な全集か選集である。
2023年現在、現役流通している書籍は本格推理色の濃い17編をセレクトして収めた創元推理文庫の『櫛の文字』のみであるが、繰り返し出版されていたため、古書での部分的な入手は容易である。また、野村胡堂の作品自体、没後50年を経て日本国内でパブリックドメインとなっており、本作も有志により電子書籍化されており、こちらでも部分的な入手は可能である。
本作は著名人の愛読者が多いことでも知られており。特に、吉田茂が愛読していたことはよく知られている。その他にも、米内光政、武者小路実篤、中谷宇吉郎、吉田洋一、木村義雄などが愛読していた。また、司馬遼太郎が「街道をゆく」で銭形平次の魅力を「叙述がすずやかで、すだれごしに上等な夏の料理をたべているような気がした」と書いている。
ただし、同時代の推理小説家の評価は低く（例えば江戸川乱歩、木々高太郎、松本清張など）、捕物帳は推理小説ではないとの論争を招いたこともある。

### 初期作品（短編）
- 1 金色の処女 （こんじきのおとめ）[4] - 「銭形平次」もの第一短編。平次もお静も若くまだ独身で「ガラっ八」もまだ居ない。徳川家光の命を狙う一味と対決。
- 2 振袖源太 （ふりそでげんた） - 振袖の若衆・源太に隠された過去。前作と合わせ、スケールの大きい初期2作は、シリーズの中では異色作。
- 3 大盗懺悔 （だいとうざんげ）
- 4 呪ひの銀簪 （のろいのぎんかんざし）
- 5 幽霊にされた女 （ゆうれいにされたおんな）
- 6 復讐鬼の姿 （ふくしゅうきのすがた）

## シリーズ

### 銭形平次捕物控（角川文庫）
- 銭形平次捕物控(1)（1956年 角川文庫）
  - 赤い紐 / 傀儡名臣 / お藤は解く / 玉の輿の呪 / 金の鯉 / 瓢簞供養 / 金の茶釜 / 活き仏 / 権八の罪
- 銭形平次捕物控(2)（1957年 角川文庫）
  - 花見の果て / 生き葬い / 小便組貞女 / 遠眼鏡の殿様 / 妾の貞操 / 猿蟹合戦 / 艶妻伝 / 夕立の女
- 銭形平次捕物控(3)（1957年 角川文庫）
  - 猫の首環 / 月待ち / 八五郎の恋人 / 百草園の娘 / 飛ぶ若衆 / 井戸端の逢引 / 雪丸の母 / 八五郎子守唄 / 濡れた千両箱
- 銭形平次捕物控(4)（1958年 角川文庫）
  - 正月の香り / 麝香の匂い / 十七の娘 / 笑い茸 / 刑場の花嫁 / 火遁の術 / 青い帯 / 酒屋忠僕 / 隠し念仏
- 銭形平次捕物控(5)（1958年 角川文庫）
  - 幽霊の手紙 / 名馬罪あり / 庚申横町 / 迷子札 / 平次屠蘇機嫌 / 敵討果てて / 紅筆願文 / 白紙の恐怖
- 銭形平次捕物控(6)（1958年 角川文庫）
  - 仏喜三郎 / 桐の極印 / 浮世絵師 / お舟お丹 / 針妙の手柄 / 痣の魅力 / 雪の精 / くるい咲き / 買った遺書
- 銭形平次捕物帳(7)（1958年 角川文庫）
  - 捕物仁義 / 禁制の賦 / 忍術指南 / 二人浜路 / 雪の夜 / 雛の別れ / 娘の役目 / 子守唄 / 権三は泣く
- 銭形平次捕物控(8)（1958年 角川文庫）
  - 花見の仇討 / 蜘蛛の巣 / 妹の扱帯 / 嘆きの幽沢 / 腰抜け弥八 / 恋をせぬ女 / 弱い浪人 / 苫三七の娘
- 銭形平次捕物控(9)（1958年 角川文庫）
  - 南蛮秘伝箋 / 結納の行方 / 十手の道 / 遺書の罪 / 六軒長屋 / 第廿七吉 / 詭計の豆 / 尼が紅 / 凧の糸目
- 銭形平次捕物控(10)（1958年 角川文庫）
  - 鉄砲の音 / 匠の火 / 宿場の女 / 敵討設計書 / 地中の富 / 美男番付 / 五月人形 / 美しき鎌いたち / 屠蘇の杯

### 珠玉百選：銭形平次捕物控（新潮文庫）
- 銭形平次捕物控(1)（1959年 新潮文庫）
  - お珊文身調べ / 鈴を慕う女 / 七人の花嫁 / たぬき囃子 / 人魚の死 / 富籖政談 / 朱塗の筐 / 血潮と糠 / 兵粮丸秘聞 / 青葉の寮
- 銭形平次捕物控(2)（1959年 新潮文庫）
  - 綾吉殺し / 路地の足跡 / 八人芸の女 / 人形の誘惑 / 赤い痣 / 兵庫の眼玉 / 和蘭カルタ / 御落胤殺し / 双生児の呪い / 鬼の面
- 銭形平次捕物控(3)（1960年 新潮文庫）
  - 招く骸骨 / 碁敵 / 小唄お政 / 死の矢文 / 身投げする女 / 蟬丸の香炉 / 城の絵図面 / 黒い巾着 / 二度死んだ男 / 毒酒薬酒
- 銭形平次捕物控(4)（1960年 新潮文庫）
  - 竹光の殺人 / 八五郎の恋 / 受難の通人 / 鉄砲汁 / 縁結び / 火の呪い / ガラッ八祝言 / お秀の父 / 狐の嫁入 / 恋患い
- 銭形平次捕物控(5)（1960年 新潮文庫）
  - 二階の娘 / 吹矢の紅 / お由良の罪 / 啞娘 / 辻斬 / 弥惣の死 / 死相の女 / 紅い扱帯 / 二枚の小判 / 群盗
- 銭形平次捕物控(6)（1960年 新潮文庫）
  - 茶碗割り / 槍の折れ / 棟梁の娘 / 凧の詭計 / 仏像の膝 / 二つの刺青 / 毒酒 / 盗まれた十手 / 御時計師 / 娘と黒法師
- 銭形平次捕物控(7)（1960年 新潮文庫）
  - お長屋碁会 / 死骸の花嫁 / 涼み船 / 死人の手紙 / 一と目千両 / 晒し場は招く / 乗合舟 / 富士見の塔 / 母娘巡礼 / 人違い殺人
- 銭形平次捕物控(8)（1960年 新潮文庫）
  - 茶汲み四人娘 / 凧糸の謎 / 女臼 / 金の番 / 和蘭の銀貨 / 華魁崩れ / 用心棒 / 花見の留守 / 匕首の行方 / 猿廻し
- 銭形平次捕物控(9)（1960年 新潮文庫）
  - 三軒長屋 / 美しき獲物 / 掏られた遺書 / 女辻斬 / 真珠太夫 / お六の役目 / 橋場の人魚 / 身代り敵 / 垣の内外 / 春宵
- 銭形平次捕物控(10)（1960年 新潮文庫）
  - 笛吹兵二郎 / 二人の女 / お雪の恋人 / お綾の罪 / 三人片輪 / 独り芝居 / 鼻斬り / 橋の上の女 / 大きい女 / 万両分限

### 銭形平次捕物控（嶋中文庫）
- 銭形平次捕物控(1)　平次屠蘇機嫌（2004年 嶋中文庫）
  - 買った遺書 / 平次屠蘇機嫌 / 蝉丸の香炉 / 人形の誘惑 / 辻斬綺談 / 花見の仇討 / 碁敵 / お藤は解く / 双生児の呪 / 御落胤殺し
- 銭形平次捕物控(2)　八人芸の女（2004年 嶋中文庫）
  - 庚申横町 / 一枚の文銭 / 大村兵庫の眼玉 / 綾吉殺し / 招く骸骨 / 赤い紐 / 二服の薬 / 八人芸の女 / 雪の足跡 / お民の死
- 銭形平次捕物控(3)　酒屋火事（2004年 嶋中文庫）
  - 欄干の死骸 / 酒屋火事 / 血潮の浴槽 / 地獄から来た男 / 傀儡名臣 / 謎の鍵穴 / 南蛮秘法薬 / 竹光の殺人 / 死の矢文 / 人肌地蔵
- 銭形平次捕物控(4)　城の絵図面（2004年 嶋中文庫）
  - くるい咲き / 兵糧丸秘聞 / 人魚の死 / 美女を洗い出す / 城の絵図面 / 黒い巾着 / 大盗懺悔 / 十手の道 / どんど焼き / 十七の娘
- 銭形平次捕物控(5)　金の鯉（2004年 嶋中文庫）
  - 路地の小判 / 二度死んだ男 / 二本の脇差 / 金の鯉 / 殺され半蔵 / 幽霊にされた女 / 呪いの銀簪 / 江戸阿呆宮 / 赤い痣 / 幻の民五郎
- 銭形平次捕物控(6)　結納の行方（2004年 嶋中文庫）
  - 和蘭カルタ / たぬき囃子 / 捕物仁義 / 嘆きの菩薩 / 迷子札 / 小唄お政 / 結納の行方 / 八五郎の恋 / 麝香の匂い / 富籤政談
- 銭形平次捕物控(7)　平次女難（2004年 嶋中文庫）
  - 瓢箪供養 / 平次女難 / 玉の輿の呪い / 血潮と糠 / 名馬罪あり / 受難の通人 / 巾着切りの娘 / 振袖源太 / お局お六 / 九百九十両
- 銭形平次捕物控(8)　お珊文身調べ（2004年 嶋中文庫）
  - 鈴を慕う女 / 路地の足跡 / 濡れた千両箱 / 怪伝白い鼠 / 朱塗の筐 / お珊文身調べ / 鉄砲汁 / お染の嘆き / 雪の精 / 縁結び
- 銭形平次捕物控(9)　不死の霊薬（2005年 嶋中文庫）
  - 死相の女 / 金の茶釜 / 敵討果てて / 三千両異変 / 百四十四夜 / 身投げする女 / 不死の霊薬 / 復讐鬼の姿 / 七人の花嫁 / 永楽銭の謎
- 銭形平次捕物控(10)　金色の処女（2005年 嶋中文庫）
  - 百物語 / 南蛮仏 / 忍術指南 / 笑い茸 / 許嫁の死 / 紅筆願文 / 金色の処女 / お篠姉妹 / 禁制の賦 / ガラッ八祝言
- 銭形平次捕物控(11)　懐ろ鏡（2005年 嶋中文庫）
  - お秀の父 / 金蔵の行方 / 巨盗還る / 活き仏 / 刑場の花嫁 / 懐ろ鏡 / 梅吉殺し / ガラッ八手柄話 / 二人浜路 / 十万両の行方
- 銭形平次捕物控(12)　狐の嫁入（2005年 嶋中文庫）
  - 火遁の術 / 狐の嫁入 / 北冥の魚 / 遺書の罪 / 二階の娘 / 女の足跡 / 雪の夜 / 吹矢の紅 / 白紙の恐怖 / 六軒長屋
- 銭形平次捕物控(13)　青い帯（2005年 嶋中文庫）
  - 土への愛着 / お由良の罪 / 矢取娘 / 啞娘 / 青い帯 / 辻斬 / 弥惣の死 / 月の隈 / お吉お雪 / 仏敵
- 銭形平次捕物控(14)　雛の別れ（2005年 嶋中文庫）
  - 駕籠の行方 / 雛の別れ / 井戸の茶碗 / 仏師の娘 / 火の呪い / 鐘五郎の死 / 紅い扱帯 / 第廿七吉 / 父の遺書 / 五つの命
- 銭形平次捕物控(15)　茶碗割り（2005年 嶋中文庫）
  - 二枚の小判 / 権八の罪 / 仏喜三郎 / 茶碗割り / 蜘蛛の巣 / 秤座政談 / 縞の財布 / 彦徳の面 / 遺言状 / 槍の折れ

### 銭形平次捕物控傑作選（文春文庫）
- 銭形平次捕物控傑作選1　金色の処女（2014年 文春文庫）
  - 金色の処女 / お珊分身調べ / 南蛮秘宝薬 / 名馬罪あり / 平次女難 / 兵糧丸秘聞 / お藤は解く / 迷子札
- 銭形平次捕物控傑作選2　花見の仇討（2014年 文春文庫）
  - 身投げする女 / 花見の仇討 / 九百九十両 / 刑場の花嫁 / 火遁の術 / 遺書の罪 / 第廿七吉 / 五つの命
- 銭形平次捕物控傑作選3　八五郎子守唄（2014年 文春文庫）
  - 権八の罪 / 縞の財布 / 荒神箒 / 二つの刺青 / 小便組貞女 / 花見の留守 / 死の秘薬 / 八五郎子守唄

### 銭形平次（2002年 中公文庫）
- ［銭形平次捕物控］　平次屠蘇機嫌 / 五月人形 / 赤い紐 / 迷子札 / 鉄砲の音

### 銭形平次・青春編（1996年 講談社文庫）
- 金色の処女 / 振袖源太 / 大盗懺悔 / 呪いの銀簪 / 幽霊にされた女 / 復讐鬼の姿 / お珊分身調べ / 鈴を慕う女 / 人肌地蔵 / 七人の花嫁

### 銭形平次捕物控（1985年 光文社時代小説文庫）
- 小便組貞女 / 八五郎の恋人 / 濡れた千両箱 / 刑場の花嫁 / 仏喜三郎 / 雪の夜 / 花見の仇討 / 弱い浪人 / 遺書の罪 / 尼が紅

## メディア展開
原作の人気の高さから、何度も映画やテレビドラマが作られている。ラジオドラマも週6日放送で5年間放送された。

### 映画
『銭形平次』の連載が始まった1931年に、関操主演で早くも映画化されている。その後も数多くの映画が作成され、嵐寛寿郎、二代目市川猿之助、長谷川一夫らが平次を演じている。大川橋蔵もテレビ版と平行して公開された映画で主演している。
なかでも長谷川一夫主演作品は人気が高く、シリーズ化され、1949年から1961年までの間に全18本（第1作が新東宝、2作目以降は大映）が公開された。

#### 関操（松竹）
- 『銭形平次捕物控』（1931年）

#### 嵐寛寿郎（寛プロ）
- 『銭形平次捕物控 富籤政談』（1933年）
- 『銭形平次捕物控 復讐鬼』（1933年）
- 『銭形平次捕物控 紅蓮地獄』（1934年）

#### 長谷川一夫（大映）
- 『銭形平次捕物控 平次八百八町』（1949年）
- 『銭形平次』（1951年）
- 『銭形平次捕物控 恋文道中』（1951年）
- 『銭形平次捕物控 地獄の門』（1952年）
- 『銭形平次捕物控 からくり屋敷』（1953年）
- 『銭形平次捕物控 金色の狼』（1953年）
- 『銭形平次捕物控 幽霊大名』（1954年）
- 『銭形平次捕物控 どくろ駕籠』（1955年）
- 『銭形平次捕物控 死美人風呂』（1956年）
- 『銭形平次捕物控 人肌蜘蛛』（1956年）
- 『銭形平次捕物控 まだら蛇』（1957年）
- 『銭形平次捕物控 女狐屋敷』（1957年）
- 『銭形平次捕物控 八人の花嫁』（1958年）
- 『銭形平次捕物控 鬼火燈篭』（1958年）
- 『銭形平次捕物控 雪女の足跡』（1958年）
- 『銭形平次捕物控 美人蜘蛛』（1960年）
- 『銭形平次捕物控 夜のえんま帳』（1961年）
- 『銭形平次捕物控 美人鮫』（1961年）

#### その他の作品
人名は主演者。
- 『七人の花嫁』（1932年） - 沢村国太郎
- 『銭形平次捕物控 濡れた千両箱』（1935年、新興キネマ京都撮影所） - 小金井勝
- 『銭形平次捕物控第二話 名月神田祭』（1939年、松竹）
- 『天晴れ一番手柄 青春銭形平次』（1953年、東宝） - 大谷友右衛門
- 『銭形平次捕物控』（1963年、東映京都） - 里見浩太郎
- 『銭形平次』（1967年、東映） - 大川橋蔵

### ラジオ浪曲
国友忠により、文化放送で1952年から連続放送された『銭形平次』は月~土の週6ベルトで放送は5年を超え、2014年現在でもラジオドラマの最長記録とされる。同様にラジオ東京（現在のTBSラジオ）でも国友の口演で放送された。曲師は沢村豊子。

### テレビドラマ
テレビドラマシリーズも多数制作されており、若山富三郎、安井昌二、大川橋蔵、風間杜夫、北大路欣也、村上弘明らが平次役を演じている。
フジテレビ版の銭形平次は、400話あまりの原作を使い果たした後、オリジナル脚本となった。
| タイトル       | 主演       | 期間            | 話数 | キー局（放送枠）           |
| -------------- | ---------- | --------------- | ---- | -------------------------- |
| 銭形平次捕物控 | 若山富三郎 | 1958年 - 1960年 | 103  | KRテレビ（ナショナル劇場） |
| 銭形平次捕物控 | 安井昌二   | 1962年 - 1963年 | 48   | TBS                        |
| 銭形平次       | 大川橋蔵   | 1966年 - 1984年 | 888  | フジテレビ（水曜20時枠）   |
| 銭形平次       | 風間杜夫   | 1987年          | 37+3 | 日本テレビ（火曜20時枠）   |
| 銭形平次       | 北大路欣也 | 1991年 - 1998年 | 88   | フジテレビ（水曜20時枠）   |
| 銭形平次       | 村上弘明   | 2004年 - 2005年 | 20   | テレビ朝日（月曜時代劇）   |

## 平次を題材にした作品・キャラクター
- 銭形幸一（銭形警部） - 『ルパン三世』の主要登場人物。銭形平次の子孫であり、特技は手錠投げ。作品によっては先祖から受け継いだ十手を使って戦うこともある。

- 『階段野郎』、『時間エージェント』（モンキー・パンチ） - 共に銭形平次本人が登場。
- 『もーれつア太郎』（赤塚不二夫） - 主人公・ア太郎の子分として「デコッ八」というキャラクターが登場する。
- 『B型平次捕物帳』（いしいひさいち） - 銭形平次のパロディ4コマ漫画。
- 『からくり剣豪伝ムサシロード』 - 銭形平次をモチーフにした「ゼニガタン」というロボットが登場する。
- 『金田一少年の事件簿』 - テレビドラマ版「蝋人形城殺人事件」に私立探偵の「銭形ケンタロウ」という人物が登場する。
- 『ファイナルファンタジー』シリーズ - ジョブ「侍」が「ぜになげ」のアビリティを使用可能。『FFVI』では「平次の十手」というアイテムが存在する。
- パチンコ機種「CRびっくりぱちんこ銭形平次withチームZ」 - 大川橋蔵版を元にしている。
- パチンコ機種「CR新銭形くん」
- 観音寺競輪場および香川県観音寺市のマスコットキャラクター「銭形くん」
- 銭形刑事 - 『ジャラゴンの大冒険』（原作：山田正弘、作画：ヨシダ忠、講談社『ぼくら』1969年5月号[6]から10月号[7]まで連載）の登場人物。かつて先祖の銭形平次が怪獣ジャラゴンに敗れたため、現代に現れた別の個体のジャラゴン（主人公）を追いかけ回す[8]。

その他多数

## 参考
1. ↑  メディアファクトリー『時代劇解体新書!』
2. ↑  株式会社 銭高組「『銭形平次』誕生秘話」
3. ↑  「余録」毎日新聞2014年7月15日。
4. ↑  読みは「こんじきのおとめ」。宗教絡みの生贄に関係がある。
5. ↑  世相風俗観察会『現代世相風俗史年表：1945-2008』河出書房新社、2009年3月、139頁。ISBN 9784309225043。
6. ↑  講談社 (1969-05). ぼくら. 東京: 講談社
7. ↑  講談社 (1969-10). ぼくら. 東京: 講談社
8. ↑  “なんだこのパチ怪獣は🤣⁉️ ……と思ったら本家・山田正弘さん原作によるカネゴンの続編(？)だった！ 世田谷文学館のウルトラ展に展示され🤯ルパンかよ⁉️と大困惑した謎の生原稿=『(覚え書き)アドバルーンに掴まり銭形警部の前から逃げゆくカネゴン、何処へ行く…《終》』はこちらの原作だったのかな”.  Twitter. 2024年8月1日閲覧。